# Newfoundland
För andra betydelser, se Newfoundland (olika betydelser).
Newfoundland (franska: Terre-Neuve, mi'kmaq: Taqamkuk), är en ö i västra Atlanten, utanför Kanadas sydöstra kust. Ön hör till den kanadensiska provinsen Newfoundland och Labrador, som fram till den 6 december 2001 enbart kallades "Newfoundland", och provinsens huvudstad St. John's ligger på ön. Klimatet är kyligt på grund av den kalla Labradorströmmen. Fisket är Newfoundlands basnäring men även skogsindustrin är omfattande. Newfoundlandshund och newfoundlandponny kommer därifrån.

## Geografi
Newfoundland skiljs från Labradorhalvön av Belle Isle-sundet och från Kap Bretonön i Nova Scotia av Cabotsundet. Ön ligger i Saint Lawrenceflodens mynning, och bildar därmed Saint Lawrenceviken som är världens största estuarium. Närmsta grannöar är ett antal småöar runt Newfoundlands huvudö och det franska utomeuropeiska förvaltningsområdet Saint-Pierre och Miquelon.
Med en area på 108 860 km² är Newfoundland världens 16:e största ö, och Kanadas fjärde största. Provinshuvudstaden St. John's ligger på öns sydöstra spets. Rakt söder om staden ligger Cape Spear, Nordamerikas östligaste plats. Tillsammans med de närliggande småöarna har Newfoundland en befolkning på 479 105 (2006).

## Historia

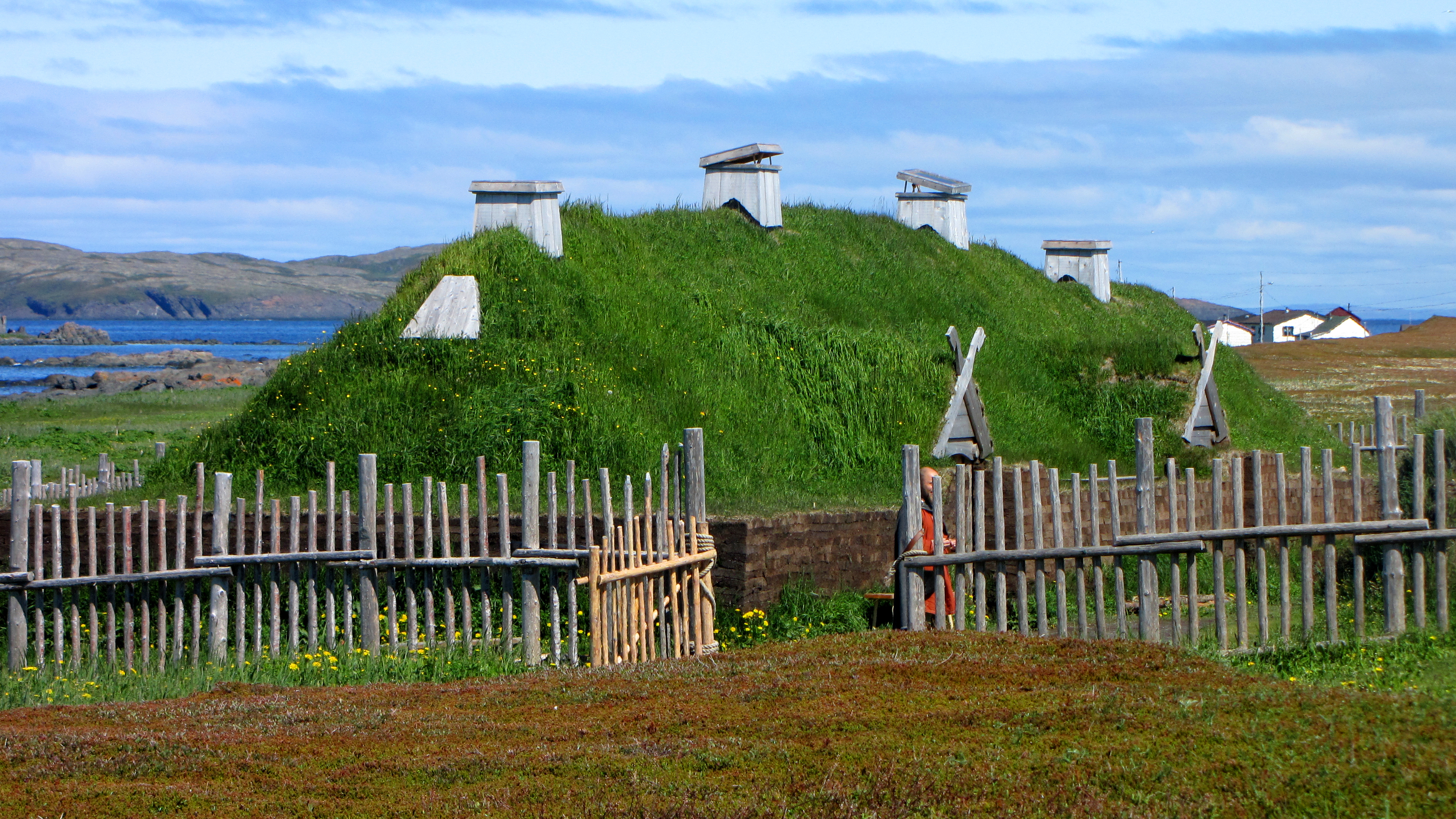
L'Anse aux Meadows, platsen för en nordisk koloni.

Omkring år 1000 upptäckte den isländske sjöfararen Leif Eriksson nutida Newfoundland och kallade området för Vinland. Han var den förste europé att upptäcka Amerika, även om Christofer Columbus fått mer uppmärksamhet för sin upptäckt av denna (ur europeiskt perspektiv) "nya" kontinent den 12 oktober 1492.
Newfoundland (engelska: Dominion of Newfoundland) var en brittisk dominion från 1907 till 1949. Området hade tidigare haft status som en brittisk koloni och varit självstyrande från 1855. 1934 gav Newfoundland upp sitt självstyre. Newfoundland var beläget i nordöstra Nordamerika längs Atlantkusten och bestod av ön Newfoundland och Labrador på det kontinentala fastlandet.

### Fotnoter
1. ↑  ”Table 15.2 Selected major sea islands, by region”. Statistics Canada. https://www150.statcan.gc.ca/n1/pub/11-402-x/2012000/chap/geo/tbl/tbl02-eng.htm?wbdisable=true. Läst 15 december 2020.
2. ↑  Newfoundland hos GeoNames.Org (cc-by); post uppdaterad 26 maj 2014; databasdump nerladdad 29 december 2015
3. ↑  ”Newfoundland and Labrador” (på engelska). World Statesmen. http://www.worldstatesmen.org/Canada_Provinces_A-O.html#Newfoundland. Läst 9 november 2015.
4. ↑  Kurt Mälarstedt (10 juni 2000). ”Nordmän for tidigt västerut”. Dagens nyheter. http://www.dn.se/arkiv/lordag-sondag/nordman-for-tidigt-vasterut. Läst 9 november 2015.